# 沈黙 -サイレンス-
『沈黙 -サイレンス-』（ちんもく サイレンス、原題：Silence）は、2016年のアメリカ合衆国の歴史ドラマ映画。遠藤周作の小説『沈黙』を原作とする。監督はマーティン・スコセッシ。

## 概要
マーティン・スコセッシが監督、ジェイ・コックスとスコセッシが脚本を務める。出演はアンドリュー・ガーフィールド、リーアム・ニーソン、アダム・ドライバー、窪塚洋介、浅野忠信、イッセー尾形、塚本晋也、小松菜奈、加瀬亮、笈田ヨシら。日本ではKADOKAWAの配給で2017年1月21日公開。
隠れキリシタンらに対する激しい迫害や拷問・処刑のシーンなどが多いため、レイティング（年齢制限）は、日本ではPG12指定（子供の鑑賞には保護者の指導を推奨）、アメリカではR指定（17歳未満の鑑賞は保護者の同伴が必要）となっている。
劇中ではBGMがほとんど流れないことも特徴である。

## ストーリー
17世紀、江戸時代初期― ポルトガルで、イエズス会の宣教師であるセバスチャン・ロドリゴ神父（アンドリュー・ガーフィールド）とフランシス・ガルペ神父（アダム・ドライバー）のもとに、日本でのキリスト教の布教を使命としていたクリストヴァン・フェレイラ神父（リーアム・ニーソン）が日本で棄教したという噂が届いた。尊敬していた師が棄教したことを信じられず、2人は日本へ渡ることを決意する。
2人は中国・マカオで日本人の漁師にしてキリシタン（キリスト教徒）であるキチジロー（窪塚洋介）の手引きにより、日本のトモギ村（大村藩領内、現在の長崎市西出津町付近）に密入国する。そこでは隠れキリシタンが奉行の弾圧に苦しみながらも信仰を捨てずに祈り続けていた。司祭はなく、「じいさま」と呼ばれる村長のイチゾウ（笈田ヨシ）だけが洗礼のみを行えるという環境だった。2人は村人達と交流を交わし、布教活動を行っていく。キチジローはかつて弾圧を受け、踏み絵により棄教を示したが、自分以外の家族は踏み絵を行えず、眼前で処刑されたのだという。罪の意識を背負い苦しむキチジローは自分の村である五島列島にも2人の宣教師を招き、布教を広める。そこでフェレイラの手掛かりも掴み、任務は順調かと思えた。
しかし、キリシタンがトモギ村に潜んでいることを嗅ぎ付けた長崎奉行・井上筑後守（イッセー尾形）が村に訪れ、2人の宣教師の身柄を要求した。村人達は必死に匿ったが、代償としてイチゾウ、キチジロー、そして敬虔な信者であったモキチ（塚本晋也）を含む4人の村人が人質となった。奉行は踏み絵だけではキリシタンをあぶり出すことは困難と考え、「イエス・キリストの像に唾を吐け」と強要した。4人の内キチジローを除く3人は棄教しきれず、処刑されることとなった。
自分達を守るために苦しむ信者達を見てロドリゴは苦悩する。「なぜ神は我々にこんなにも苦しい試練を与えながら、沈黙したままなのか―？」
ロドリゴ神父はキチジローに銀300枚で売られる。奉行所では、井上筑後守と通辞（浅野忠信）が穏当に棄教を勧めるがロドリゴは拒絶。ある日ロドリゴは海辺に連れていかれる。そこでは、キリシタンの百姓たちが簀巻きで海に沈められ、既に捕縛されていたガルペ神父も後を追って溺死する。奉行たちはキリストの教えで多くの民が死んでいくことを責め立てる。ロドリゴは、棄教して沢野忠庵を名乗るフェレイラ元神父と対面。フェレイラも棄教を勧める。ロドリゴの牢のそばで穴吊りの刑がはじまる。殉教者たちの苦しみの声に耐えかねたロドリゴは、踏み絵の前に立つ。ここでロドリゴは踏絵の中のイエスの声を聞く。「私を踏みなさい」"Step on me"と聞いたロドリゴは踏み絵を踏み、棄教する。
1641年、来日したオランダ人ディーター・アルブレヒトはロドリゴの消息を伝える。ロドリゴは井上奉行から岡田三右衛門の名を与えられ、妻を娶り、輸入品からキリスト関係の物品を除く任務にあたった。キチジローはロドリゴの前でこっそり告解するが、守り袋に小さなキリスト像を彫った板を隠していたとして連行された。ロドリゴは棄教を守り、日本で亡くなる。棺桶に守り刀が入れられ、仏教式の葬儀で火葬される。だが遺体が炎に包まれる直前、ロドリゴの掌にかつてモキチから託された小さなキリスト像があった。

## キャスト
- セバスチャン・ロドリゴ神父 - アンドリュー・ガーフィールド
- フランシス・ガルペ神父 - アダム・ドライバー
- 通辞 - 浅野忠信
- キチジロー - 窪塚洋介
- 井上筑後守 - イッセー尾形
- モキチ - 塚本晋也
- モニカ - 小松菜奈
- ジュアン - 加瀬亮
- イチゾウ - 笈田ヨシ
- クリストヴァン・フェレイラ神父 - リーアム・ニーソン[6]
- ヴァリニャーノ院長/イエス・キリスト(声) - キアラン・ハインズ[7]
- ヨヘイ（トモギ村の村民） - パンタ
- ツネ（　〃　） - 片桐はいり
- ヒロ（　〃　） - 伊佐山ひろ子
- クロ（五島の男） - 三島ゆたか
- ハク（　〃　） - 竹嶋康成
- ナカ（キチジローの母） - 洞口依子
- タエ（キチジローの妹） - 石坂友里
- ハル（　〃　） - 佐藤玲
- キチタ（キチジローの弟） - 藤原季節
- モスケ（五島の老人） - 江藤漢斉
- 奉行所の侍 - 菅田俊
- 奉行所の侍補佐 - 真柴幸平
- 井上筑後守随行人 - 藤田尚弘
- 牢番1 - 青木崇高
- 牢番2 - 渡辺哲
- 牢番3 - 斎藤歩
- 大男 - 高山善廣
- 牢役人 - EXILE AKIRA
- 牢番人- 上西雄大

- 武士 - SABU
- 岡田三右衛門の妻 - 黒沢あすか
- 老僧 - 中村嘉葎雄

## 製作

### 企画
本作の構想は1991年から存在しており、スコセッシの「念願の企画」といわれていた。企画は2009年から具体化し、ダニエル・デイ＝ルイス、ベニチオ・デル・トロ、ガエル・ガルシア・ベルナルが出演の交渉に上った。しかし企画は一時棚上げされ、その間にスコセッシは『シャッター アイランド』と『ヒューゴの不思議な発明』を製作した。2010年、『ウルフマン』の宣伝の際にデル・トロは「我々がやろうとしていた映画『沈黙』は先延ばしになっているが、私はとても楽しみにしている」と述べていた。
2011年12月、スコセッシは『沈黙』が次回作になると述べた。デイ＝ルイス、デル・トロ、ベルナルが出演するか否かについては明言しなかった。しかし2012年3月、スコセッシはかつて棚上げになっていた『ウルフ・オブ・ウォールストリート』の製作に着手した。2012年5月にはチェッキ・ゴーリ・ピクチャーズのCEOが『沈黙』が同社の製作予定作品の筆頭だと語った。
2012年12月、チェッキ・ゴーリ・ピクチャーズは本作に関わる同社との契約を反故にしたとしてスコセッシを提訴した。同社によれば、スコセッシは1990年に『クンドゥン』の製作完了後『沈黙』を製作することに同意したが、『ディパーテッド』、『シャッター アイランド』、『ヒューゴの不思議な発明』を監督するために、2004年と2011年に本作の製作を延期する代わりに「相当量の補償とその他の有益な援助」を支払う契約を交わしたとされた。これらの額は「映画1本あたり100万〜150万ドル、プラス最大20%のスコセッシのバックエンド補償」といわれた。訴状の主な争点は、スコセッシが『ヒューゴの不思議な発明』に関する違約金の支払いを怠り、また『沈黙』に先立って『ウルフ・オブ・ウォールストリート』を製作したのは契約違反だという主張だった。スコセッシの代理人は「これらの主張は、昨年双方の合意で明示された条件と完全に矛盾し、食い違い、相反するものだ」と述べた。スコセッシはまた訴訟を「マスコミを使った売名行為」「無益な行動」と一蹴した。
2013年4月、『沈黙』の撮影が2014年7月から台湾で開始されると発表された。2014年1月までにスコセッシは台湾でロケハンを始めており、撮影は同年夏開始予定とされていた。プロデューサーのアーウィン・ウィンクラーによると、製作が長く難航したのは17世紀の日本という舞台を再現するのが非常に高くつくためで、台湾は予算が抑えられるために撮影地に選ばれたという。

### 配役
2013年5月、イエズス会司祭セバスチャン・ロドリゴ役にアンドリュー・ガーフィールドが、通詞役に渡辺謙が配役された。2014年1月には司祭フランシス・ガルペにアダム・ドライバーが、教父クリストヴァン・フェレイラ役にリーアム・ニーソンが配役された。2015年1月、スケジュールの都合から渡辺が降板し、浅野忠信が代役に起用された。

### 撮影
主要撮影は2015年1月30日から5月15日まで台湾で行われた。
2015年1月28日、本作の野外セットにおいて、危険性が指摘されていた構造物の補強中に天井が落下し、作業員1人が死亡、2人が怪我を負った。

## 日本側スタッフ
- 協力プロデューサー - 宮川絵里子
- 日本側キャスティング - 川村恵、清水一夫
- 長崎弁指導 - 福田信昭
- 美術制作 - 松竹撮影所京都スタジオ
- アフレコ - 松竹映像センター
- キャスティング協力 - 電通キャスティングアンドエンタテインメント
- 協力 - 長崎県、長崎県フィルムコミッション、長崎県観光連盟、長崎市、五島市、雲仙市、平戸市、大村市、日本二十六聖人記念館、遠藤周作文学館、長崎歴史文化博物館、西勝寺、平戸市生月町博物館「島の館」

## 公開
2014年7月にパラマウント映画が米配給権を獲得した。同社は当時2015年末の公開を見込んでいた。2016年8月にスコセッシが語ったところによると、本作は同年10月には完成する見込みで、暫定的に11月か12月の公開が予定されているものの、具体的な公開時期は配給のパラマウント次第だとされていた。2016年9月、2016年12月23日に公開されることが発表された。
日本については当初2013年5月のカンヌ国際映画祭でギャガが配給権を獲得したと報じられていた。しかしその後2016年2月のヨーロピアン・フィルム・マーケットでKADOKAWAが権利を獲得したと報じられ、2016年9月には同社の配給によって2017年内に公開されること、11月には公開日が2017年1月21日に決まったことがそれぞれ発表された。

## 評価
タイム誌の企画「Top 10 Everything of 2016」で、「2016年に公開された映画のトップ10」の第5位に選ばれる。

### 受賞
| 年   | 映画賞                       | 賞                           | 対象               | 結果       | 出典   |
| ---- | ---------------------------- | ---------------------------- | ------------------ | ---------- | ------ |
| 2016 | ロサンゼルス映画批評家協会賞 | 助演男優賞                   | イッセー尾形       | 次点       | [ 32 ] |
| 2017 | 第15回視覚効果協会賞         | 長編実写映画・補助視覚効果賞 |                    | ノミネート | [ 33 ] |
| 2017 | 第31回全米撮影監督協会賞     | 映画部門                     | ロドリゴ・プリエト | ノミネート | [ 34 ] |
| 2017 | 第89回アカデミー賞           | 撮影賞                       | ロドリゴ・プリエト | ノミネート | [ 35 ] |